# Мамика, хвата ме паника
„Мамика, хвата ме паника” је југословенски ТВ филм из 1975. године. Режирао га је Владимир Момчиловић а сценарио је написао Момо Капор.

## Улоге
| Глумац                 | Улога |
| ---------------------- | ----- |
| Љерка Драженовић       |       |
| Петар Краљ             |       |
| Јелисавета Сека Саблић |       |
| Петар Словенски        |       |
| Надежда Вукићевић      |       |
| Драган Зарић           |       |